# Eriocnemis cupreoventris
El calzadito cobrizo, calzoncitos cobrizo (en Colombia), colibrí pantalón cobrizo (en Venezuela) o paramero vientricobrizo (Eriocnemis cupreoventris), es una especie de ave apodiforme de la familia Trochilidae (los colibríes) perteneciente al género Eriocnemis. Es nativo de regiones andinas del noroeste de América del Sur.

## Distribución y hábitat
Se distribuye en el noroeste de Venezuela en los Andes de Mérida, y en los Andes orientales de Colombia, al sur hasta Cundinamarca.
Esta especie es considerada localmente bastante común en sus hábitats naturales: la vegetación abierta, tales comom los bordes de bosques montanos, laderas con matorrales bajos y páramo abierto, a veces en el interior de selvas húmedas. Generalmente encontrado en la alta zona subtropical y en la baja zona templada, pero a veces sube a altitudes del páramo. Entre 1950 y 3200 m de altitud. Es más abundante arriba de los 2500 m.

## Descripción
En promedio mide 9,7 cm de longitud; el pico tiene 18 mm de largo. Partes superiores color verde; grupa verde esmeralda brillante; garganta y pecho verde iridiscente, que se convierte en anaranjado cobrizo en el centro del pecho y en el vientre; bajo las coberteras de las alas violeta iridiscente; mechones blancos en los muslos; cola negra azulada.

## Alimentación
Se alimenta del néctar de flores de corola larga, tales como las de Cavendishia, Palicourea y Pernettya. También captura insectos en vuelo, desde una percha.

## Estado de conservación
El calzadito cobrizo había sido calificado como «casi amenazado» por la Unión Internacional para la Conservación de la Naturaleza (IUCN) hasta el año 2023 cuando una nueva evaluación lo califica como «preocupación menor» debido a su población, considerada estable y no severamente fragmentada.

## Sistemática

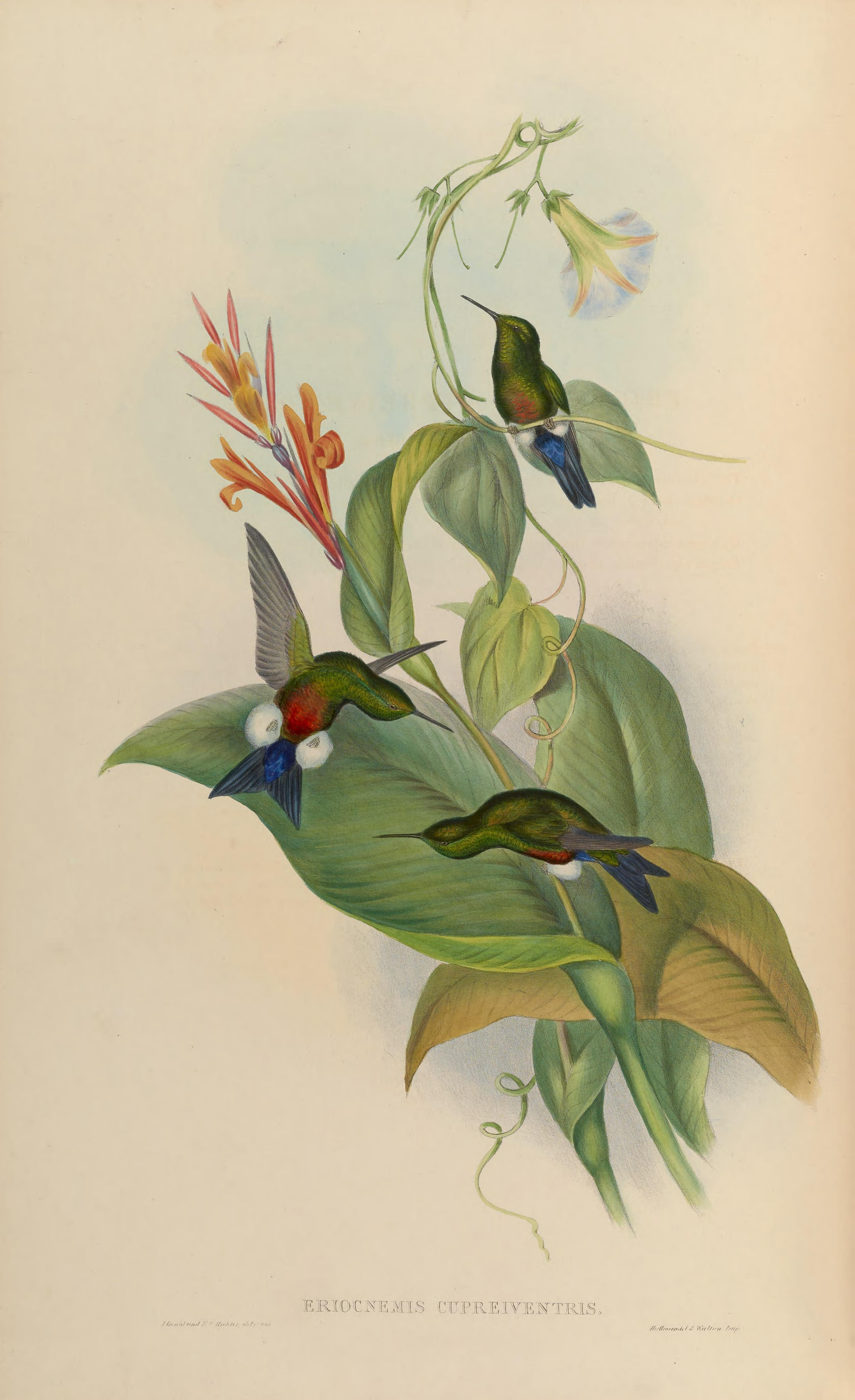
Eriocnemis cupreiventris, ilustración de Gould y Richter en A monograph of the Trochilidae, or family of humming-birds 4, 1861.

### Descripción original
La especie E. cupreoventris fue descrita por primera vez por el ornitólogo británico Louis Fraser en 1840 bajo el nombre científico Trochilus cupreo-ventris; su localidad tipo es: «Bogotá, Colombia».

### Etimología
El nombre genérico femenino «Eriocnemis» es una combinación de las palabras del griego «erion» que significa ‘lana’, y «knēmis» que significa ‘bota’; y el nombre de la especie «cupreoventris», se compone de las palabras del latín «cupreus» que significa ‘cobrizo’, y «ventris, venter» que significa ‘vientre’.

### Taxonomía
La forma descrita Eriocnemis ventralis Salvin, 1891, es un híbrido entre Eriocnemis vestita y la presente especie.
La forma descrita Heliangelus squamigularis Gould, 1871, es un híbrido de la presente especie con Heliangelus amethysticollis.
Es monotípica.